# Химическая основа морфогенеза

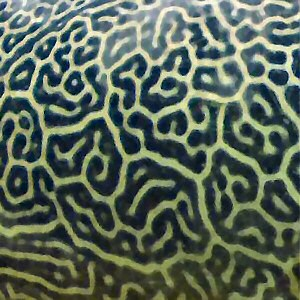
В статье Тьюринга объясняется, как могут возникать естественные узоры, такие как полосы, пятна и спирали, подобные узорам гигантской рыбы-собаки.

«Химическая основа морфогенеза» (англ. The Chemical Basis of Morphogenesis) — статья, написанная английским математиком Аланом Тьюрингом в 1952 году. В ней описывается, как узоры в природе, такие как полосы и спирали, могут возникать естественным образом. Теория, которую можно назвать реакционно-диффузионной теорией морфогенеза, стала базовой моделью в математической биологии. Такие закономерности стали известны как закономерности Тьюринга . Например, было высказано предположение, что белок Фактор роста эндотелия сосудов С может формировать узоры Тьюринга, управляющие образованием лимфатических сосудов у эмбриона рыб данио-рерио.

## Реакционно-диффузионные системы
Реакционно-диффузные модели рассматриваются как прототипные модели для формирования паттерна. Такие узоры, как фронты, спирали, мишени, шестиугольники, полосы и диссипативные солитоны, обнаруживаются в различных химических средах реакционно-диффузного типа, несмотря на большие расхождения, например, в локальных условиях реакции. Такие узоры получили название Узоры Тьюринга.
Процессы в химических средах реакционно-диффузного типа образуют один класс объяснений эмбрионального развития шерсти животных и пигментации кожи. Другая причина интереса к системам реакции-диффузии заключается в том, что, хотя они представляют собой нелинейные уравнения в частных производных, часто существуют возможности для аналитического рассмотрения.